# Berg der Verzoeking

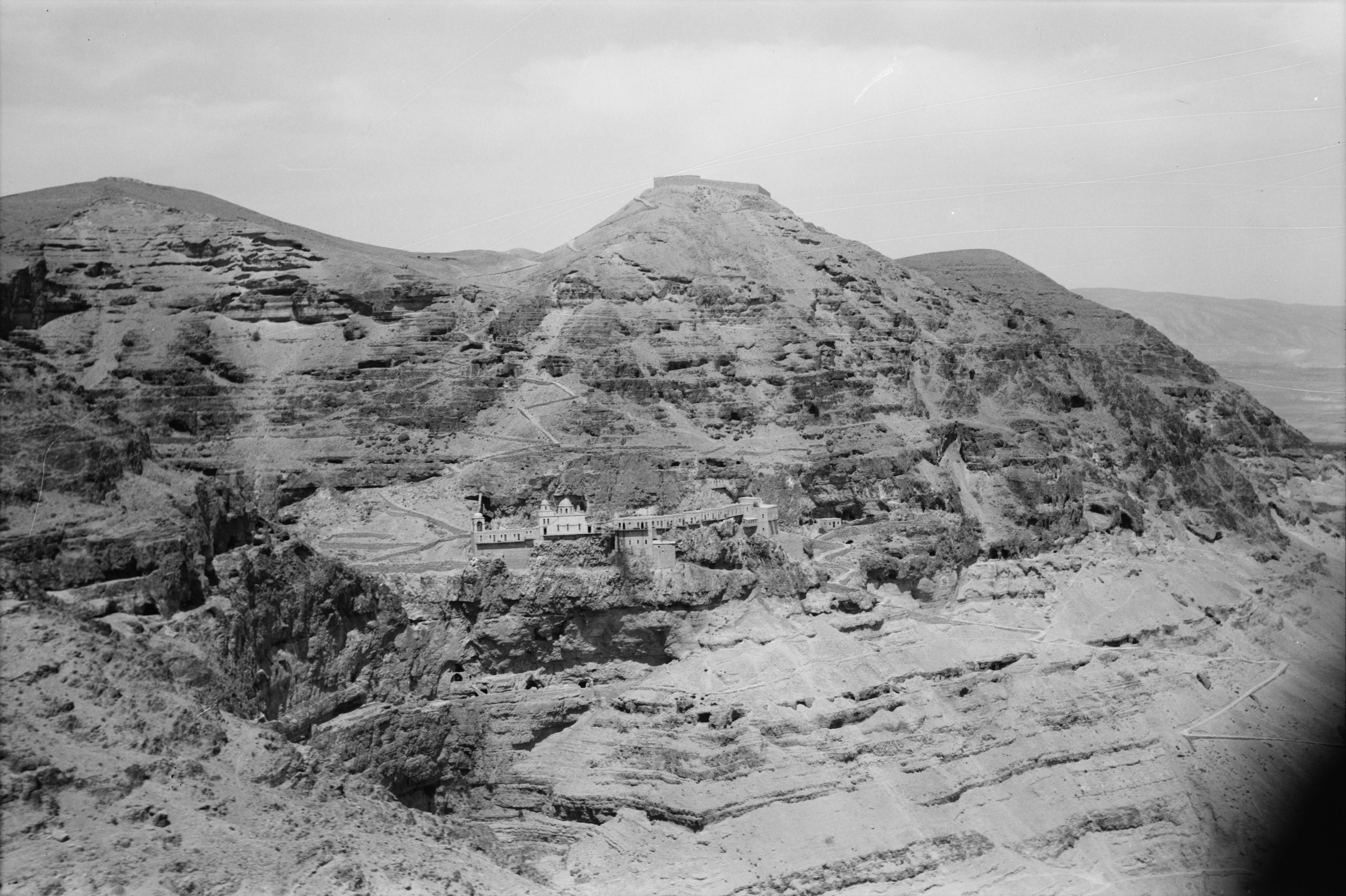
Berg der Verzoeking met klooster

De Berg der Verzoeking (Arabisch: جبل الأربعين, Ǧabal al-arbaʿīn of جبل القرنطل, Ǧabal al-Qurunṭul) wordt vereenzelvigd met de Quarantaniaberg, een berg van ongeveer 366 meter hoog ten noordwesten van de stad Jericho op de Westelijke Jordaanoever, Palestina.
Het zou de plaats zijn waar Jezus Christus, de verzoekingen van de duivel weerstond, volgens de synoptische evangeliën van Matteüs, Marcus en Lucas.
Reeds in de zesde eeuw werd er op de flanken van de berg een klooster gebouwd. Het huidig Grieks-orthodoxe klooster dateert uit de 19de eeuw en staat onder het beheer van het Grieks-orthodox patriarchaat van Jeruzalem.
Het ligt op de pelgrimsroute van Jeruzalem naar Jericho.